# Монерон
Монерон (айн. Тодомошир, яп. 海馬島 Кайбато или Тодомосири) — остров в Татарском проливе в 43 километрах от юго-западного побережья Сахалина. В 1905—1945 годах Монерон под названием Кайбато входил в состав японского губернаторства Карафуто. Сейчас остров входит в состав Невельского городского округа Сахалинской области России.
В южной части острова имеются маяк и метеостанция. Постоянного населения в настоящее время нет, хотя следы активной хозяйственной деятельности восходят к 1 тыс. до н. э., и здесь находятся 12 памятников культурного наследия различных эпох. Постоянное гражданское население проживало на острове с 1905 по 1970 годы. Окружающие скалы известны своими птичьими базарами; значительным богатством отличается и подводный мир острова, куда проникают многие субтропические виды. В настоящее время активно развивается как объект экологического туризма. В ясную погоду с Монерона хорошо виден вулкан Рисири на одноимённом японском острове, расположенном в 120 км к югу.

## География

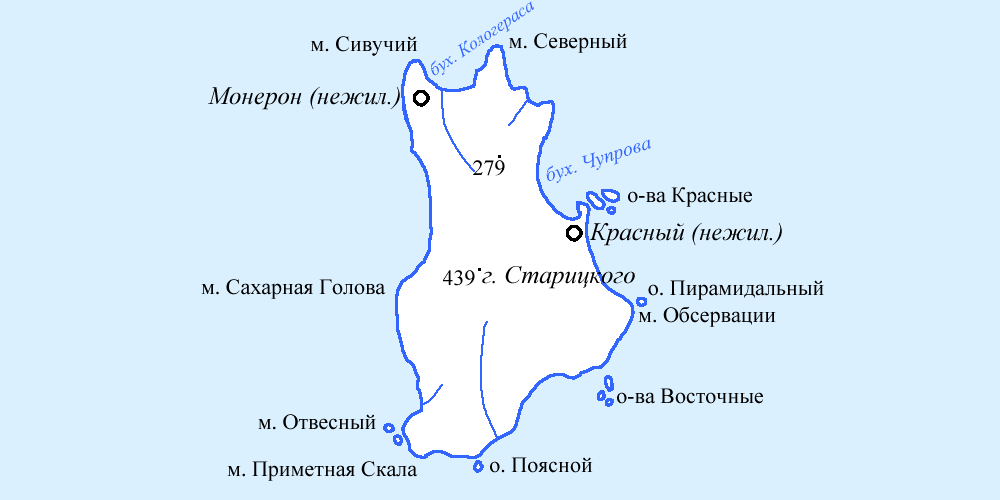

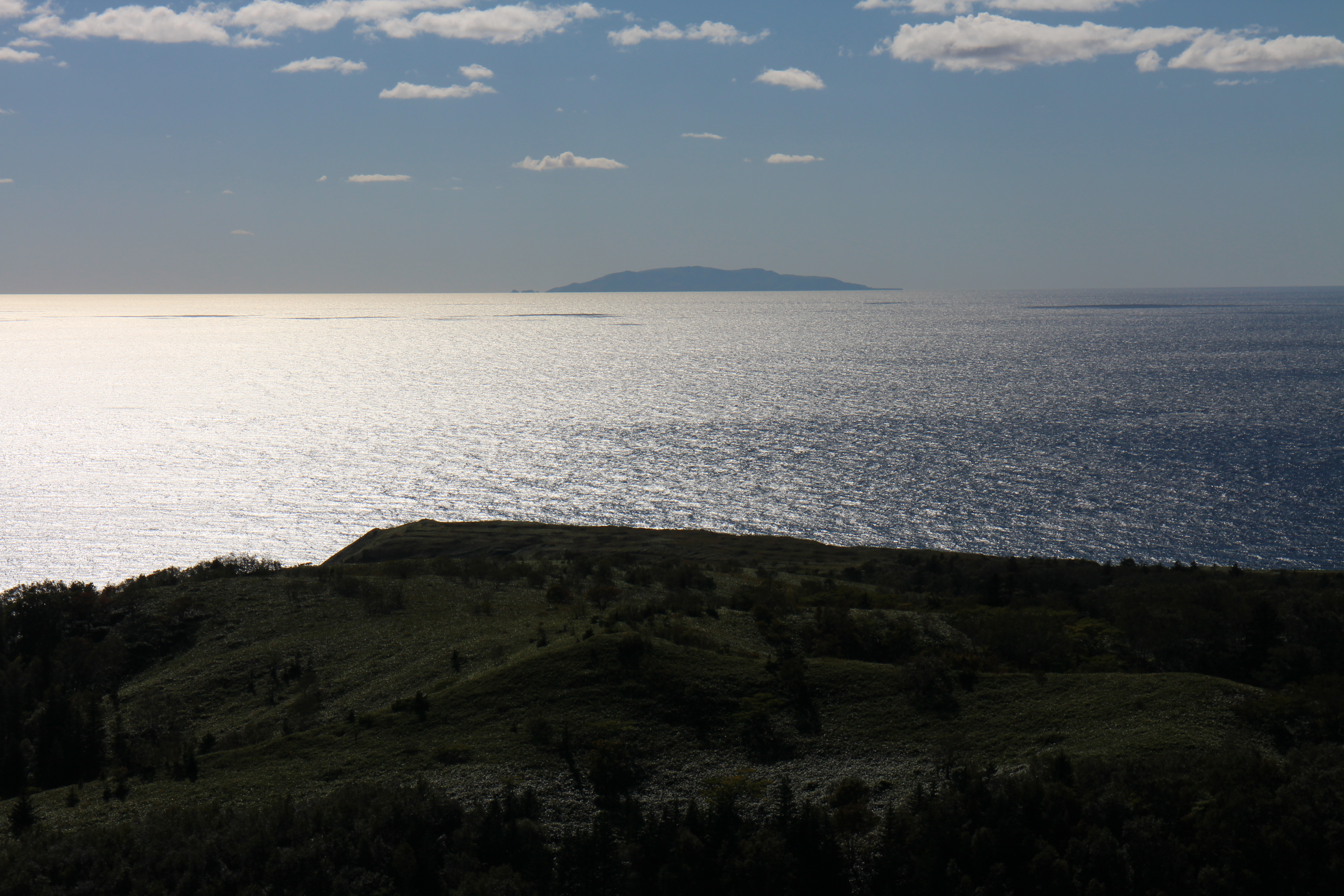
Вид на Монерон с сахалинских сопок

В хорошую погоду горы Монерона можно разглядеть с сопок на Сахалине, окружающих Невельск. Пролив шириной около 6 лье, разделяющий острова, сравнительно мелководен. Площадь острова около 16 км². Длина с юга на север составляет 7,15 км, ширина — 3,6 км. Остров имеет неправильную форму со смещением к западу. Протяжённость береговой линии около 24 км. Восточные и западные берега скалистые, крутые (до 200 м). В скалах имеется много гротов. На севере, в заливе Оно, совокупная деятельность морских волн и сильных ветров создала в скале пещеру длиной около 40 и высотой до 15 метров.
Остров представляет собой потухший несколько миллионов лет назад вулкан неогенового периода. Высшая точка — гора Старицкого (493,3 м) — располагается в центральной части острова. Вторая по высоте вершина, гора Асахи (354,5 м), обрывается в море отвесными уступами в восточной части; третья, гора Чупрова (279,0 м), находится в северной части. Около 1,8 млн лет назад Монерон утратил сухопутную связь с Сахалином и с Японскими островами. В центре острова, на его восточном склоне, можно отметить несколько ярко выраженных террас на высотах, достигающих 250, 100 и 50 м. Местами на берег выходят и так называемые «карандашные» скалы, сложенные «столбиками» (мыс Столбчатый).
Вокруг Монерона расположены небольшие скалистые островки — Пирамидальный, Красные, Восточные, Поясной и др. Морская вода в акватории характеризуется высокой прозрачностью (30—40 метров). Остров сейсмоопасен: в 1971 году здесь произошло крупное Монеронское землетрясение, отразившееся на его рельефе.
Преобладающий тип растительности — луга из крупнотравья. На склонах некоторых сопок встречаются заросли бамбука. Луговая растительность сочетается с кустарниками и редколесьем из каменной берёзы. В горных долинах и на склонах встречаются рощи из пихты и ели. Небольшая реликтовая роща ели мелкосеменной и рощица тиса произрастают на южном берегу бухты Чупрова (восточная часть острова). Леса занимают около 20 % площади Монерона. Основными лесообразующими породами являются каменная береза и ольховник.

## История
В конце 1-го тысячелетия до н. э. на остров проникают носители древней сусуйской культуры морских зверобоев. Сусуйская культура процветала здесь до V в н. э.
В VII—XII веках сюда на промысел морского зверя регулярно наведывались автохтонные племена Южного Сахалина. По не до конца изученным причинам следы деятельности человека не обнаруживаются в VII—XII вв. Из современных народов с XVIII века остров начали посещать айны, которые назвали его Тодомосири («Остров морских львов»), но которые здесь, по-видимому, не селились на постоянной основе.
В XVIII веке остров был номинально включён во владения японского клана Мацумаэ (яп. 松前氏 Matsumae-shi). В 1635 году клан поручил самураю Мураками Хиронори обследовать территории, на которые претендовало княжество. В 1644 году японец сделал первое из дошедших до наших дней изображений Монерона, который был нанесён им на так называемую «Карту страны эры Сехо».
Европейцами остров открыт в начале августа 1787 года — экспедицией Лаперуза, который дал ему название Моннерон в честь своего сподвижника Поля Меро-Моннерона (1748—1788). Позднее, в результате прочтения иероглифов 海馬島, используемых для айнского названия острова, на другой лад, возникло японское наименование Кайбато.
Первую достоверную карту Монерона составили русские гидрографы в 1868 году. Хотя он являлся важным ориентиром в проливе Лаперуза, остров был показан на картах с большими неточностями. Для этих целей была отправлена шхуна «Восток» под командованием лейтенанта Л. К. Кологераса с партией гидрографа, картографа лейтенанта К. С. Старицкого, в которую входили лейтенант Е. А. Бережных и прапорщик Титов. Партией была проведена мензульная съёмка и судовой промер глубин. В это время К. С. Старицкий, оставшийся на острове, определил его точные координаты и составил опись. Также во время экспедиции были названы некоторые географические объекты, в частности, бухта на севере в честь командира шхуны и высшая точка в честь начальника гидрографической партии.

### Японская колонизация
Портсмутский мирный договор 1905 года остров не упоминает, поэтому Японии он был передан фактически по умолчанию. После Русско-японской войны Монерон стал осваиваться японцами. Японское господство отличалось как довольно хищническим использованием быстро истощившихся природных ресурсов, так и существенными инвестициями в развитие инфраструктуры острова. Активное заселение началось в 1910-х годах. К этому времени относится и самое старое из сохранившихся зданий (1910 г.). Была построена метеостанция, действующая до сих пор. С Сахалина был проведён подводный телефонный кабель длиной более 50 км. В 1914 году японские власти возвели маяк с мощными подземными инженерными коммуникациями, который используется по настоящее время. Экономика острова основывалась на лесозаготовках и рыболовстве; особенно важное значение имела тихоокеанская сельдь. В середине 1920-х годов в южной части бухты Чупрова был сооружён деревянный ковш для малого каботажного флота. В 1930-х годах он был заменен на бетонный. Для удовлетворения религиозных нужд колонистов в котловане Красной в окружении старых елей японцы поставили небольшой синтоистский храм.
В 1936 году численность постоянного населения японского Монерона достигла 900 человек. Вместе с сезонными рабочими, занятыми в морском хозяйстве, в начале 1920-х годов оно доходило до 2000 человек. В этот период на северном мысе близ бухты Кологераса получило развитие рисосеяние: здесь до сих пор сохраняются остатки оросительной системы, некогда питавшей японские рисовые поля. Вместе с тем, хищническое начало японской колонизации подорвало устойчивое развитие экономики. Уже к середине 1920-х годов уловы рыбы снизились настолько, что большая часть новоприбывших японских колонистов покинула остров, и к 1945 году на нём оставалось уже не более 200 жителей.
Во время Второй мировой войны остров имел важное стратегическое значение как для Японии, так и для СССР. Примечателен тот факт, что в советских архивных документах, касающихся военных операций СССР на Дальнем Востоке в 1945 году, нет никаких упоминаний о взятии Монерона, несмотря на то, что на острове есть безымянные могилы советских солдат.

### Годы советской власти
После Второй мировой войны Монерон вошел в состав СССР.
2 февраля 1946 года включён в состав Южно-Сахалинской области. Современный вариант европейского названия (Монерон) стал использоваться после 1946 года. 
2 января 1947 года включён в состав Сахалинской области РСФСР. Была организована база сейнерного флота. В южной части бухты Чупрова расположилось и главное промышленное ядро экономики острова — рыбзавод, давший работу местным рыбацким посёлкам.
По переписи 1959 года, в трёх населённых пунктах острова (Монерон, Красный и Бодрый) постоянно проживало немногим более 500 человек. На пике хозяйственного освоения в период весенне-летней путины сюда прибывало до 2000 сезонных рабочих.
Во второй половине 1950-х годов рыбодобывающая промышленность Сахалинской области переориентировалась на более рентабельный океанический экспедиционный промысел, что привело к ликвидации рыбокомбината и оттоку населения.
До середины 1960-х годов на острове, известном своей буйной растительностью, продолжали заготовку грубых и сочных кормов выездные бригады косцов из Невельска.
До начала 1970-х годов проводились нефтеразведочные работы, обезобразившие ландшафт.
В течение 1970-х годов остров лишился постоянного населения и получил статус закрытой пограничной зоны с незначительным, а затем и периодическим военным присутствием. Отток населения в целом благоприятно сказался на флоре и фауне; в частности, наметилась тенденция к восстановлению численности ряда видов птиц.
1 сентября 1983 года в 55 км севернее острова самолётом советских ПВО был сбит пассажирский самолёт Boeing 747 южнокорейской авиакомпании KAL 007, совершавший рейс по маршруту Нью-Йорк — Сеул и, несмотря на предупреждения, летевший до этого над территорией СССР. При этом погибло 269 пассажиров и членов экипажа.

## Климат
Климат умеренный муссонный морской, большое влияние на него оказывает тёплое Цусимское течение, точнее, его крайняя северная ветвь — Соя. Благодаря ему зимой море вокруг острова не замерзает. Почти круглый год дуют ветра, особенно сильные зимой и летом. Влажность высокая, среднегодовое количество осадков, бо́льшая часть которых выпадает летом, колеблется в пределах 849—960 мм. Летом преобладает пасмурная погода.
Среднегодовая температура превышает +5 и примерно соответствует московской. Абсолютный температурный минимум −25 °C (январь), абсолютный максимум +30 °C (август). Как на всех приморских территориях, сезоны сдвинуты по сравнению с календарными. Самым тёплым является август, среднемесячная температура которого составляет +18 °C. При этом и зима умеренно мягкая: в самом холодном месяце (феврале) температура в среднем —6 °C. Сильные морозы случаются редко.
Устойчивый снежный покров обычно образуется к концу декабря. Максимальной толщины (70 см) он достигает в марте.

## Водные ресурсы
Гидрографическая сеть острова имеет радиальный вид. Крупнейшие водотоки — река Усова (длина 2,5 км), которая течёт на север, и река Монерон (1,5 км), текущая на юг. Берега прорезают многочисленные ручьи, поэтому в целом остров не испытывает нехватки пресной воды. Долины мелких ручьев имеют V-образную форму, узкие, висячие устья и русла с очень крутыми порожистыми уклонами. Над одним из них японцы построили каменный мост, сохранившийся до наших дней. Ледостав на водотоках проходит в период с декабря до начала апреля. Присутствует ряд водопадов.

## Флора
Зарегистрировано 37 видов редких и исчезающих видов растений, 9 из которых занесены в Красную книгу Российской Федерации, 26 — в Красную книгу Сахалинской области, а 32 вида в целом рекомендованы к охране на российском Дальнем Востоке.
Большая часть лесов была вырублена в годы японского правления, в частности, ценнейший пихтовый лес на северном склоне горы Старицкого. В начале 50-х годов, уже в годы советской власти, на дрова была пущена и ценная роща бархата недалеко от поселка Красный. Немалый урон флоре нанёс и пожар в июле 1954 г., когда косцы из Невельска сжигали старую траву в долине реки Усова. В настоящее время леса покрывают лишь 20 % территории. Тем не менее, растительный мир острова отличается своеобразием. Большая часть безлесных пространств покрыта так называемыми «виноградными» лугами, где травы, достигающие 2—2,5 м высоты, увиты лозами дикого винограда. В июле и августе на лугах цветут колокольчики, маргаритки и зонтичные. Встречаются калина, рябина, шиповник морщинистый, различные виды ивы, шелковица, бархат сахалинский, клён мелколистный, каменная береза, ольха зелёная, обычен курильский бамбук. В восточной части острова имеется небольшая котловина, в которой, будучи защищенной от холодных северо-западных ветров, растёт аянская ель. Возраст некоторых деревьев превышает 100 лет.

## Фауна

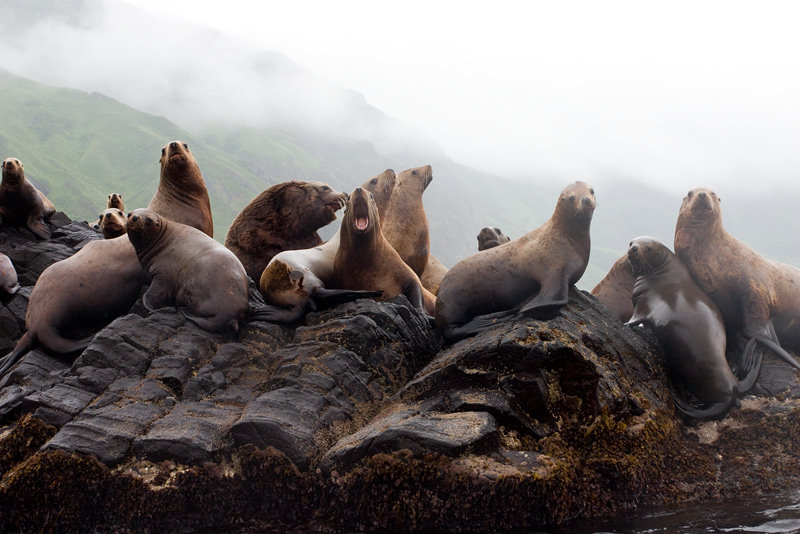
Лежбище сивучей на острове Монерон

В 1914 году остров посетил шведский орнитолог Л. Мунстерхъельм.
Имеются гнездовые колонии морских птиц, обитающих в основном не на самом острове, а на островках и скалах, окружающих его, что связано с проникновением на Монерон хищных млекопитающих: в 1920-х годах японцы завезли сюда красных лис и енотовидных собак; в 1958—1959 годах был акклиматизирован соболь. Наибольшую численность имеют чернохвостая чайка и тупик-носорог. Монерон является единственным местом гнездования тупика-носорога в России, так как здесь проходит северная граница его ареала. В результате разорениями многих колоний хищниками численность тупика-носорога с 1938 по 1949 год сократилась в 14 раз: с 14 000 до 1000 особей. Оставшиеся пары были вынуждены переселиться на скалы и островки вокруг Монерона. На острове также обитают северная качурка, уссурийский баклан, берингов баклан, тихоокеанская морская чайка, японский бекас, очковый чистик, старик и др. Многие из этих видов насчитывают лишь пару десятков пар и гнездятся здесь далеко не каждый год. К примеру, практически перестал гнездиться рыжий воробей. 1 июня 1935 года был отмечен японский журавль (самец). Также отмечался и японский зелёный голубь.
На отдельных участках берега устраивают лежбища сивучи и нерпы. Влияние тёплого Цусимского течения обуславливает существование в окружающих водах субтропических видов моллюсков (например, галиотисов, которые в России встречаются только здесь), редкоиглых морских ежей, трепангов и многолучевых морских звёзд.
К редким видам животных относятся галиотис, плазастер бореальный, тугамия гигантская, морской ёж, топорки, тупик-носорог, японский баклан, орлан-белохвост, сапсан, тонкоклювая кайра, чернохвостая и тихоокеанская чайки.
Представители класса насекомых довольно своеобразны: встречается парусник Маака, из эндемиков выделяются жужелица Лопатина и жужелица Авинова.
Имеется и один вид пресмыкающихся — живородящая ящерица.

## Природный парк «Остров Монерон»

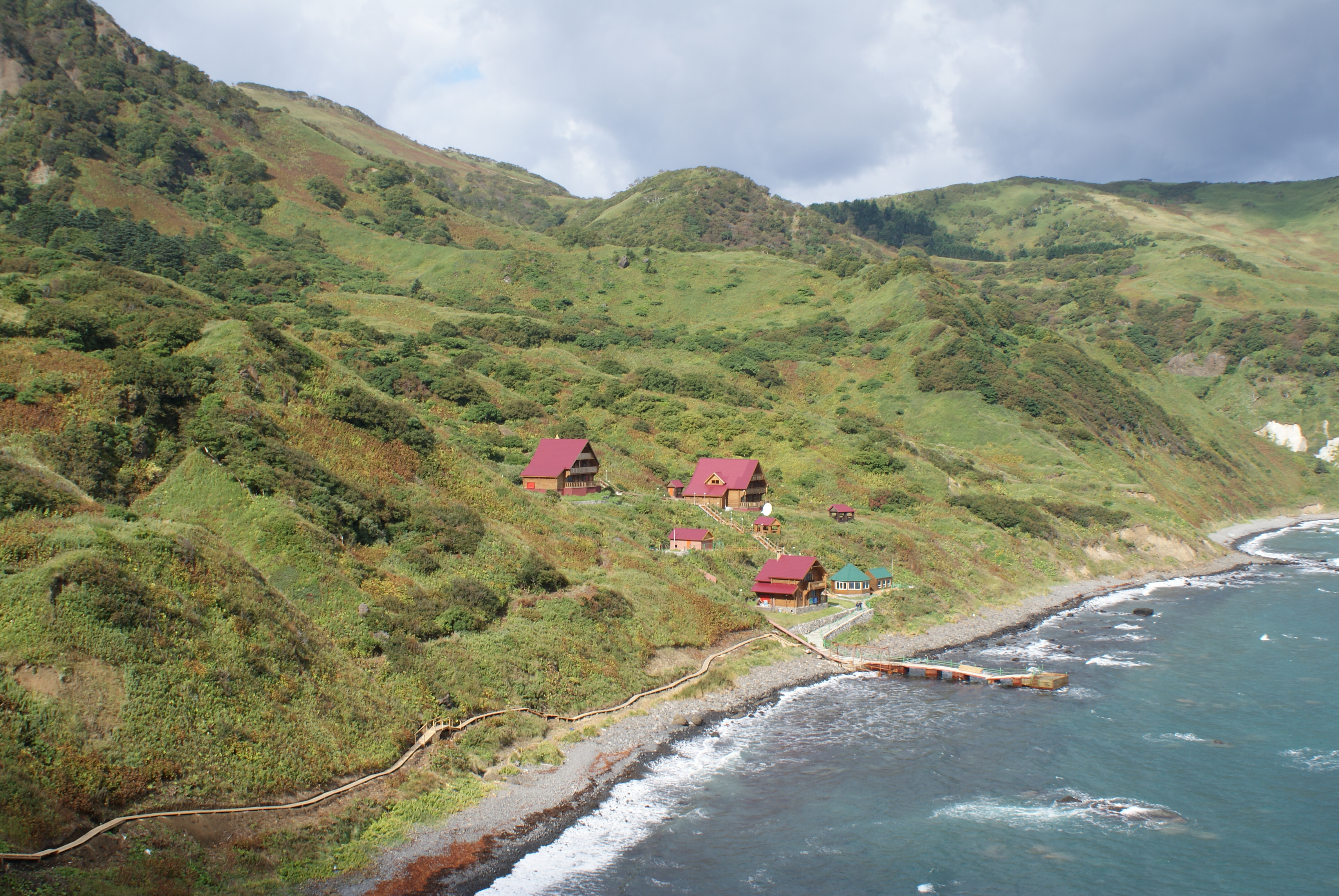
Туристический комплекс на острове Монерон

Остров Монерон — первый в России морской природный парк, представляющий собой не только территорию для отдыха, но и природоохранную и научно-исследовательскую площадку, которая регламентируется Федеральным законом «Об особо охраняемых природных территориях». На острове действует филиал института морской геологии и геофизики ДВО РАН.
В 2008 году открылся туристический комплекс. Начиная с 2011 года остров ежегодно посещает около 1 тысячи туристов. Правила посещения и плату за пребывание следует уточнять до отправки с Сахалина.